# Tissotsche Indikatrix

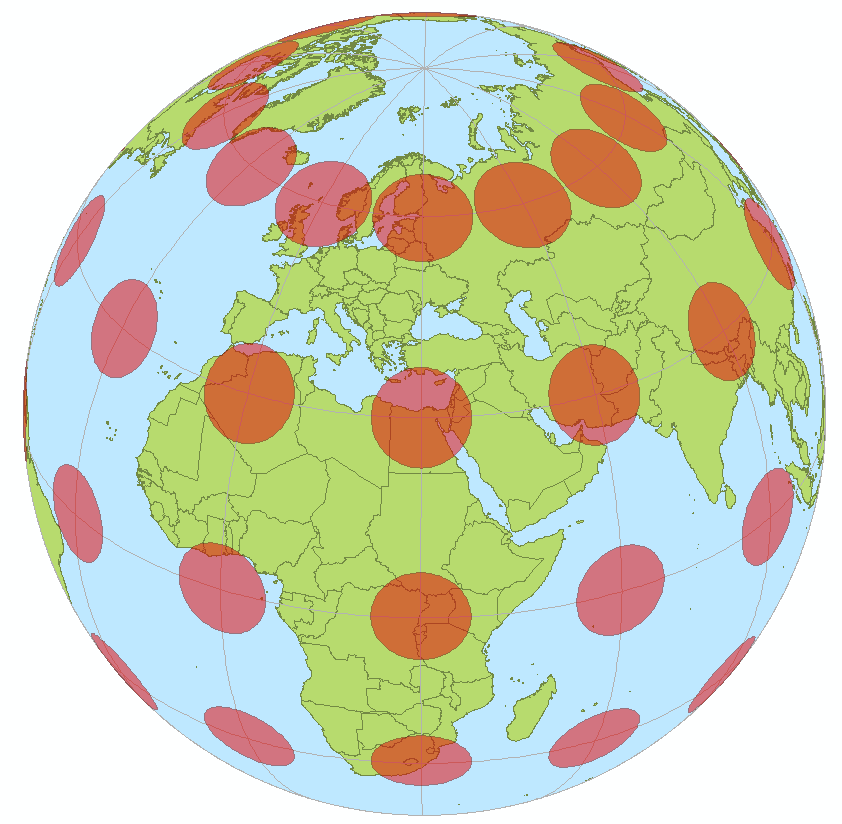
Tissotsche Indikatrix auf einem Globus in perspektivischer Darstellung

Als tissotsche Indikatrix (nach dem französischen Mathematiker Nicolas Auguste Tissot) bezeichnet man Verzerrungsellipsen, mit deren Hilfe Kartennetzentwürfe auf ihre Verzerrungseigenschaften hin überprüft werden können.
Um verschiedene Punkte (meist ein Raster von Punkten mit äquidistanten Koordinatenwerten) werden auf der Erdoberfläche gleich große Kreise gezogen. Nach der Verebnung in die Karte können bei den Kreisen unterschiedliche Verformungen auftreten. Danach lassen sich dann die wichtigsten Eigenschaften des Kartennetzentwurfes beurteilen.
- Bei winkeltreuen Entwürfen sind alle Verzerrungsellipsen Kreise.
- Bei flächentreuen Entwürfen haben alle Verzerrungsellipsen die gleiche Flächengröße.
- Bei längentreuen Entwürfen haben die Verzerrungsellipsen in Richtung der Längentreue gleich große Radien. Meist sind Karten nur entlang der Breitenkreise oder Meridiane längentreu.

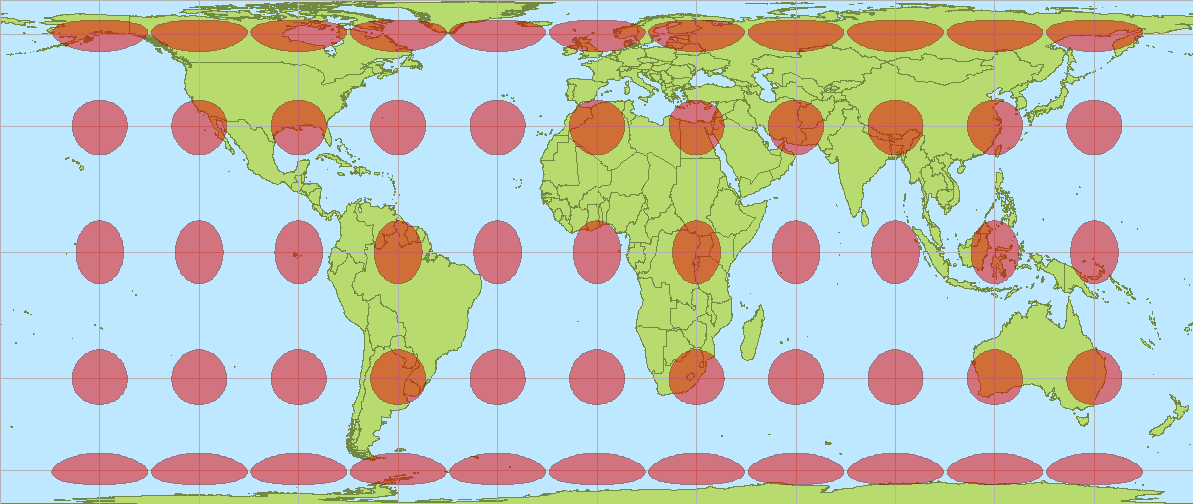
Behrmanns flächentreuer Schnittzylinderentwurf: Alle Verzerrungsellipsen haben die gleiche Flächengröße.
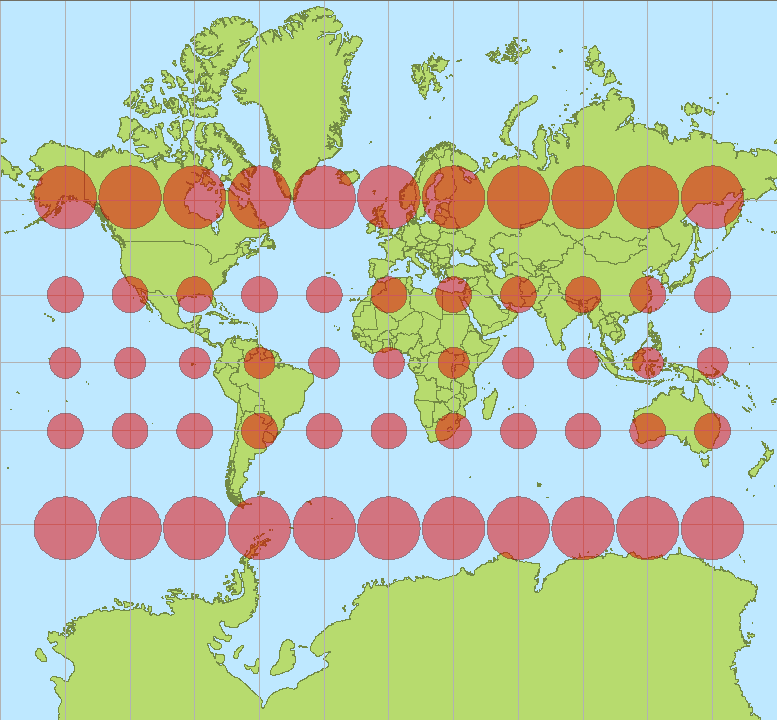
Winkeltreue Mercatorprojektion: Alle Verzerrungsellipsen sind Kreise.
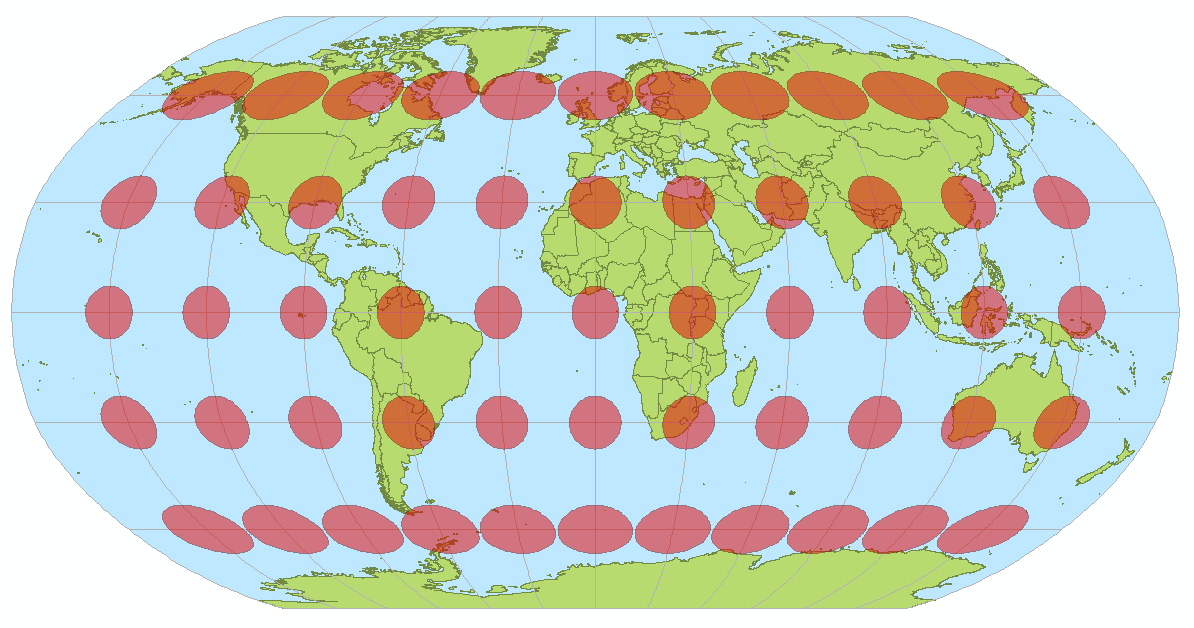
Vermittelnde Robinson-Projektion: Diese Kartenprojektion ist weder flächentreu noch längentreu oder winkeltreu.